# Autoriteit Nucleaire Veiligheid en Stralingsbescherming
De Autoriteit Nucleaire Veiligheid en Stralingsbescherming (of ANVS) is een Nederlands zelfstandig bestuursorgaan (zbo) dat toezicht houdt op de veiligheid van nucleaire installaties, de bescherming van werknemers, de bevolking en het milieu tegen ioniserende straling, het vervoer van radioactieve stoffen, de opslag van radioactief afval, stralingsincidenten en beveiliging.
De organisatie werd per 1 augustus 2017 een zelfstandig bestuursorgaan zonder eigen rechtspersoonlijkheid en valt onder de rechtspersoonlijkheid van de Staat der Nederlanden. In deze rechtsvorm kunnen beslissingen onafhankelijk worden genomen en wordt de onafhankelijkheid van de ANVS geborgd. De minister van Infrastructuur en Waterstaat blijft echter politiek verantwoordelijk.

## Ontstaansgeschiedenis
De ANVS is ontstaan uit de samenvoeging van de Kernfysische Dienst, met de Programmadirectie Nucleaire Installaties en Veiligheid van het ministerie van Economische Zaken, het Team adviesnetwerken (nucleair) van het ministerie van Infrastructuur en Milieu, en het Team Stralingsbescherming van de Rijksdienst voor Ondernemend Nederland.

## Taken
De ANVS heeft tot taak de nucleaire veiligheid en stralingsbescherming te waarborgen door het uitvoeren van de volgende werkzaamheden.
- Adviseren over en ontwikkelen van beleid, wetten en andere regels.
- Zorgen dat installaties en gebruikers van stralingsbronnen, overheid, hulpdiensten en de bevolking goed zijn voorbereid op eventuele incidenten.
- Beoordelen van en besluiten over vergunningaanvragen, het registreren van meldingen en het registreren en erkennen van experts en stralingsartsen.
- Toezicht houden op nucleaire installaties, op het vervoer van splijtstoffen, ertsen, radioactieve stoffen en afval, en op gebruikers van stralingsbronnen en zorgen dat de regels worden nageleefd.
- Samenwerken met buurlanden, de Europese Unie en in internationale organisaties en verdragen om mondiaal de nucleaire veiligheid en de bescherming tegen straling te verbeteren.
- Informeren van burgers én lokale overheden, bedrijven en instellingen.[3]

Het Rijksinstituut voor Volksgezondheid en Milieu (RIVM) voert specifieke taken uit op het gebied van stralingsbescherming, zoals kernongevallenbestrijding, het uitvoeren van bepaalde metingen (in het stralingslaboratorium) en beleidsondersteuning. Dit werk wordt niet door het ANVS zelf gedaan, omdat het belangrijk wordt gevonden dat die taken door een onafhankelijk wetenschappelijk kennisinstituut worden uitgevoerd.

### Nucleaire veiligheid
Een taak van de ANVS is ervoor te zorgen dat er goede veiligheidsvoorwaarden bestaan voor het werken met nucleaire installaties en dat deze voorwaarden worden nageleefd door de vergunninghouders. Op die manier moeten werknemers, bevolking en milieu beschermd worden tegen de risico’s van installaties voor het opwekken van kernenergie, voor onderzoek, voor de productie van isotopen voor gezondheidszorg en industrie, voor het bewerken en bewaren van splijtstoffen, en voor het verzamelen, verwerken en opslaan van radioactief afval. Het gaat daarbij om de kerncentrale in Borssele, de buiten bedrijf gestelde kerncentrale in Dodewaard, de reactor en de andere installaties van ECN in Petten, de onderzoeksreactor in Delft, de uraniumverrijkingsfabriek Urenco in Almelo, en de opslagfaciliteit voor radioactief afval (bij COVRA) in Vlissingen. Om aan te tonen dat installaties veilig zijn, moeten de bedrijven veiligheidsanalyses opstellen en actueel te houden. De ANVS beoordeelt of die analyses voldoen aan de laatste inzichten op het gebied van nucleaire veiligheid en milieu.

### Stralingsbescherming
De ANVS moet bevorderen dat de maximale bescherming tegen schadelijke blootstelling aan ioniserende straling wordt geboden. De ANVS werkt daarbij samen met de ministeries van Sociale Zaken en Werkgelegenheid en van Volksgezondheid, Welzijn en Sport, die verantwoordelijk zijn voor de bescherming van de werknemers en patiënten. Het gaat in ziekenhuizen om medische diagnostiek en radiotherapie. Straling kan ook vrijkomen bij het gebruik van radioactieve stoffen of splijtstoffen bij de elektriciteitsopwekking, in de industrie (zoals de productie van medische isotopen), bij onderzoek, tijdens transport van splijtstoffen, radioactieve stoffen en radioactief afval, en de verwerking en opslag daarvan. Ook kan ioniserende straling vrijkomen uit bouwmaterialen en uit de ondergrond, vooral in de vorm van het gasvormige radon.

### Beveiliging
De ANVS heeft de wettelijke plicht er voor te zorgen dat de beveiliging en bewaking van nucleaire installaties en van radioactief materiaal adequaat is. Die beveiliging moet diefstal en sabotage voorkomen van informatie, materialen en apparaten bij zulke installaties en bij transport van en handelingen met radioactief materiaal. De ANVS moet er ook voor zorgen dat radioactief materiaal en daarmee samenhangende informatie niet wordt gebruikt voor niet-vreedzame doelen. Dit wordt uiteindelijk gecontroleerd door het Internationaal Atoomenergieagentschap en Euratom. De ANVS bepaalt samen met diverse ministeries welke beveiligingsmaatregelen getroffen moeten worden voor nucleair materiaal en informatie. Internationaal zijn er afspraken tussen landen om de verspreiding te beperken van bepaalde soorten nucleair materiaal en kennis die voor oorlog of terrorisme gebruikt kunnen worden.

### Crisisvoorbereiding en respons
De ANVS moet ervoor zorgen dat Nederland is voorbereid op een crisis op het gebied van nucleaire veiligheid en stralingsbescherming. De ANVS dient bijvoorbeeld de veiligheidsregio's adviseren over de maatregelen die getroffen moeten worden bij een nucleair veiligheidsincident. Bij een (dreigend) incident schakelt de ANVS het CETsn (Crisis Expert Team straling en nucleair) in om te adviseren hoe de schadelijke effecten van dat incident voor mens en milieu kunnen worden beheerst. Dit netwerk maakt daarbij gebruik van haar kennis en deskundigheid en past die toe op de concrete situatie. Regelmatig worden oefeningen georganiseerd en er is een 24-uurs bereikbaarheid. De ANVS moet ook zorgen voor gegevensuitwisseling over stralingsincidenten met grensoverschrijdende gevolgen, en heeft zich daartoe aangesloten bij internationale netwerken.